# Патоси, Айянда
Айянда Патоси (англ. Ayanda Patosi; 31 октября 1992, Кейптаун, ЮАР) — южноафриканский футболист, полузащитник иранского клуба «Фулад» и сборной ЮАР.

## Клубная карьера
В 16 лет Патоси тренировался вместе с дублёрами бельгийского «Генка», затем он вернулся на родину. В ЮАР он сезон выступал за молодёжный состав АСД из Кейптауна, а затем вернулся в Бельгию. В 2011 году Айянада подписал свой первый профессиональный контракт с клубом «Локерен». 30 июля в матче против «Зюлте-Варегем» он дебютировал в Жюпиле лиге. 15 октября в поединке против «Генка» Патоси забил свой первый гол за клуб. В 2012 году Айянада помог «Локерену» выиграть Кубок Бельгии, а через два года повторил успех.
В начале 2020 года перешёл в «Фулад» на правах свободного агента.

## Международная карьера
11 октября 2013 году в товарищеском матче против сборной Марокко Патоси дебютировал за сборную ЮАР. 26 мая 2014 года в поединке против сборной Австралии Айянада забил свой первый гол за национальную команду.

### Голы за сборную ЮАР
| #   | Дата         | Место                        | Противник | Счёт | Результат | Соревнование      |
| --- | ------------ | ---------------------------- | --------- | ---- | --------- | ----------------- |
| 01. | 26 мая 2014  | Австралия, Сидней, Австралия | Австралия | 1:1  | 1:1       | Товарищеский матч |
| 01. | 16 июня 2015 | Кейптаун, Кейптаун, ЮАР      | Ангола    | 2:1  | 2:1       | Товарищеский матч |

## Достижения
Командные
 «Локерен»
- Обладатель Кубка Бельгии (2): 2011/12, 2013/14

 «Кейптаун Сити»
- Обладатель Кубка Восьми: 2018/19